# قرمزی سقال‌لار
قرمزی سقال‌لار (به لاتین: Qırmızı-Saqqallar) یک منطقه مسکونی در جمهوری آذربایجان است که در شهرستان ترتر واقع شده است.